# Уржиншаддувлин
Уржиншаддувлин (монг. Yржаншаддүвлин; тиб. ཨུ་རྒྱན་བཤད་སྒྲུབ་གླིང, Вайли u rgyan bshad sgrub gling) — буддийский храм, принадлежащий традиции ньингма и посвящённый Догшин-нойон-хутухте V Данзанравдже. Располагается в столице Монголии Улан-Баторе, в районе Баянзурх.

## История
Уржиншаддувлин был основан в Улан-Баторе на месте храма, стоявшего здесь до периода репрессий, в 2000 году по инициативе ламы О. Тагарвы двумя его учениками. Начиная с 26 ноября 2000 года, в храме под руководством лопон-ламы М. Пурэвсурэна, унзад-ламы Т. Одбаяра, гэбкуя Насанбуяна началось отправление служб. В настоящее время 32 ламами в храме ведётся цикл служб, соответствующий традиции ньингма, при этом особое внимание уделяется практике чод. Начиная с сентября 2008 года, при храме действует благотворительный фонд, помогающий малоимущим, пожилым, инвалидам.